# Foro de Innovación de las Américas
El Foro de Innovación de las Américas (FIA) es la continuación del Foro de Competitividad de las Américas (Americas Competitiveness Forum - ACF), llevado a cabo del 11 al 12 de junio de 2007 en Atlanta, Estados Unidos.
Busca promover la prosperidad y el desarrollo a través de la innovación.
La primera edición (FIA 2008) se desarrolló entre el 30 de marzo y el 2 de abril de 2008 en el Conrad Punta del Este Resort & Casino, Uruguay.
En la inauguración hicieron uso de la palabra el Presidente Dr. Tabaré Vázquez y Nicholas Negroponte.
La segunda edición (FIA 2009) se hará en el Radisson Victoria Plaza Hotel, Montevideo, Uruguay del 24 al 26 de mayo de 2009.
Conozca la ponencias del último FIA realizado en 2008 